# Carlos Medrano
Carlos Domingo Medrano Lazcano (Coronel Suárez, 16 aprile 1933 – Guayaquil, 6 agosto 1978) è stato un calciatore argentino, di ruolo portiere.